# Hällestads-Torp
Hällestads-Torp är ett naturreservat i Finspångs kommun i Östergötlands län.
Området är naturskyddat sedan 2011 och är 50 hektar stort. Reservatet sträcker sig västerut från den södra viken av sjön Lyren. Reservatet består av hällmarkstallskog och barrblandskog med inslag av sumpskog.